# روشهر

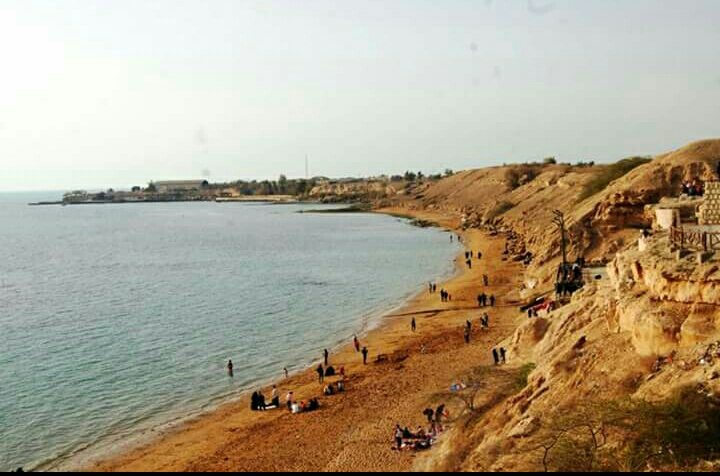
روشهر

روشهر أو ريشهر كانت مدينة على الخليج الفارسي في إيران في العصور الوسطى وهي حاليًا موقع أثري بالقرب من بوشهر. قد تكون مماثلة لأنطاكيا في فارس في العصر السلوقي، ولكن أعيد تأسيسها في عهد أردشير الأول (توفي عام 224 م)، أول حاكم للإمبراطورية الساسانية. في كنيسة المشرق، كانت مقرًا للأسقف المتروبوليتاني لفارس السريانية [الإنجليزية] منذ عام 424 على الأقل. اسمها يعني "الغني أرشير". 
وقد ذكر المدينة العديد من المؤرخين، مثل فرهنك أناندراج، ونزهة القلوب لحمد الله المشتوفي ، ومجمل التواريخ، وفارس نامه لابن البلخي. على وجه الخصوص، يكتب بعض المؤرخين مثل ياقوت الحموي في معجم البلدان عن المدينة باعتبارها مركزًا أكاديميًا للتعليم العالي قبل الإسلام حيث اجتمع العلماء لدراسة الطب بالإضافة إلى العلوم الهندية واليونانية، ويعلل بأن العلوم العباسية ظهرَت بسبب اعتماد العباسيين على هذه الحواضر، بعكس زمن الأمويين الذين أهملوها.
ويذكر قاموس دهخدا أن المدينة هجرت في نهاية المطاف وانتقل سكانها إلى بوشهر، ربما بعد الغزو المغولي للمنطقة.

## ملحوظات
1. 1 2 3 4 5  "Wiki Loves Monuments monuments database". 2 نوفمبر 2017.
2. 1 2 3 4 5 6  وصلة مرجع: https://iranarchpedia.ir/entry/15261.
3. 1 2 3  وصلة مرجع: http://georesearch.ir/article-1-374-en.html.
4. 1 2  وصلة مرجع: https://books.google.com/books?id=PtzWAQAAQBAJ&pg=PA343.
5. ↑  Potts 2018.
6. ↑  Russell 2004، صفحة 38.

## فهرس
- Potts، Daniel (2018). "Rev-Ardashir (Rishahr)". في Nicholson، Oliver (المحرر). Oxford Dictionary of Late Antiquity [الإنجليزية]‏, Volume 2: J–Z. Oxford: Oxford University Press. ص. 1284. ISBN:978-0-19-881625-6.
- Russell، James R. (2004). Armenian and Iranian studies. Harvard Armenian Texts and Studies. دار نشر جامعة هارفارد. ج. 9. ISBN:978-0935411195.